# Interludium (muzyka)
Interludium – instrumentalny, przede wszystkim organowy pasaż grany pomiędzy zwrotkami hymnu religijnego, chorału lub psalmu. Przeważnie improwizowany.
Improwizowany charakter wstawki sprawiał, że interludium rzadko pojawiało się w zbiorach muzycznych. W formie nutowej zachowały się m.in. interludia Daniela Purcella oraz z początku XIX wieku.
Z czasem termin nabrał znaczenia pozamuzycznego, jako przerywnik.